# Suore del Piccolo Fiore di Betania
Le Suore del Piccolo Fiore di Betania (in inglese Sisters of the Little Flower of Bethany; sigla B.S.) sono un istituto religioso femminile di diritto pontificio.

## Storia

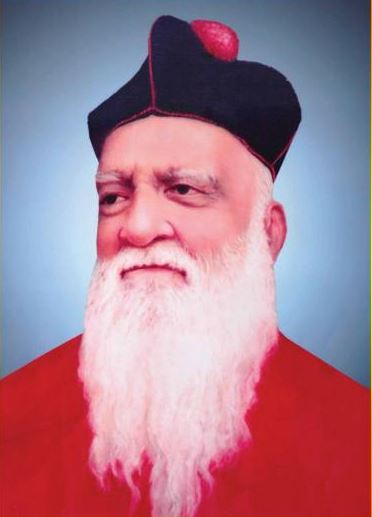
Raymond Mascarenhas, fondatore della congregazione

La congregazione fu fondata il 16 luglio 1921 a Bendore dal sacerdote Raymond Mascarenhas; Vittore Rosario Fernandes, vescovo di Mangalore, eresse canonicamente l'istituto il 28 luglio 1932.
In origine la congregazione era intitolata alla Vergine e a santa Teresa del Bambin Gesù, detta "il Piccolo Fiore"; in seguito fu aggiunto il riferimento al villaggio biblico di Betania, patria di Marta e Maria.
L'istituto si diffuse rapidamente prima nella diocesi di Mangalore e poi in quelle di Poona e Calcutta. Nel 1954 un gruppo di suore fu inviato negli Stati Uniti per compiervi gli studi infermieristici e nel 1956 altre religiose si stabilirono a Roma per completare gli studi teologici.
L'istituto ricevette il pontificio decreto di lode il 6 dicembre 1971.

## Attività e diffusione
Le suore si dedicano all'insegnamento del catechismo, all'educazione della gioventù, alla cura degli orfani, all'assistenza agli ammalati, all'evangelizzazione.
Oltre che in India, sono presenti in Francia, Germania, Italia, Mauritania e Senegal; la sede generalizia è a Mangalore.
Alla fine del 2015 l'istituto contava 1430 religiose in 176 case.